# Сікліфф (Каліфорнія)
Сікліфф (англ. Seacliff) — переписна місцевість (CDP) в США, в окрузі Санта-Крус штату Каліфорнія. Населення — 3280 осіб (2020).

## Географія
Сікліфф розташований за координатами 36°58′36″ пн. ш. 121°55′6″ зх. д. / 36.97667° пн. ш. 121.91833° зх. д. (36.976627, -121.918359).  За даними Бюро перепису населення США в 2010 році переписна місцевість мала площу 1,99 км², з яких 1,99 км² — суходіл та 0,00 км² — водойми.

## Демографія
Згідно з переписом 2010 року, у переписній місцевості мешкало 3267 осіб у 1536 домогосподарствах у складі 811 родини. Густота населення становила 1644 особи/км².  Було 1923 помешкання (968/км²).
Расовий склад населення:
| - 84,4 % — білих - 3,1 % — азіатів - 1,2 % — корінних американців - 0,9 % — чорних або афроамериканців - 0,1 % — вихідців з тихоокеанських островів - 5,8 % — осіб інших рас |

До двох чи більше рас належало 4,5 %. Частка іспаномовних становила 14,8 % від усіх жителів.
За віковим діапазоном населення розподілялося таким чином: 16,9 % — особи молодші 18 років, 70,3 % — особи у віці 18—64 років, 12,8 % — особи у віці 65 років та старші. Медіана віку мешканця становила 43,8 року. На 100 осіб жіночої статі у переписній місцевості припадало 90,5 чоловіків;  на 100 жінок у віці від 18 років та старших — 87,7 чоловіків також старших 18 років.
Середній дохід на одне домашнє господарство  становив 71 492 долари США (медіана — 61 856), а середній дохід на одну сім'ю — 84 447 доларів (медіана — 68 547). Медіана доходів становила 65 848 доларів для чоловіків та 44 444 долари для жінок. За межею бідності перебувало 9,2 % осіб, у тому числі 10,8 % дітей у віці до 18 років та 0,0 % осіб у віці 65 років та старших.
Цивільне працевлаштоване населення становило 1778 осіб. Основні галузі зайнятості: освіта, охорона здоров'я та соціальна допомога — 22,9 %, роздрібна торгівля — 13,3 %, науковці, спеціалісти, менеджери — 10,5 %, мистецтво, розваги та відпочинок — 10,0 %.